# Arthur Melo
Arthur Melo, noto semplicemente come Arthur (AFI: [ˈaʁtuʁ]; Goiânia, 12 agosto 1996), è un calciatore brasiliano, centrocampista della Juventus.

## Caratteristiche tecniche
È un centrocampista centrale dotato di buona accelerazione e di grande abilità nei passaggi; per l'ottima tecnica individuale, la visione di gioco, il fisico minuto e la bravura nel controllo palla è stato paragonato a Xavi e Iniesta. Si trova più a suo agio a giocare da trequartista o anche mezzala in un centrocampo a tre.

## Carriera

### Club

#### Gli inizi, Grêmio

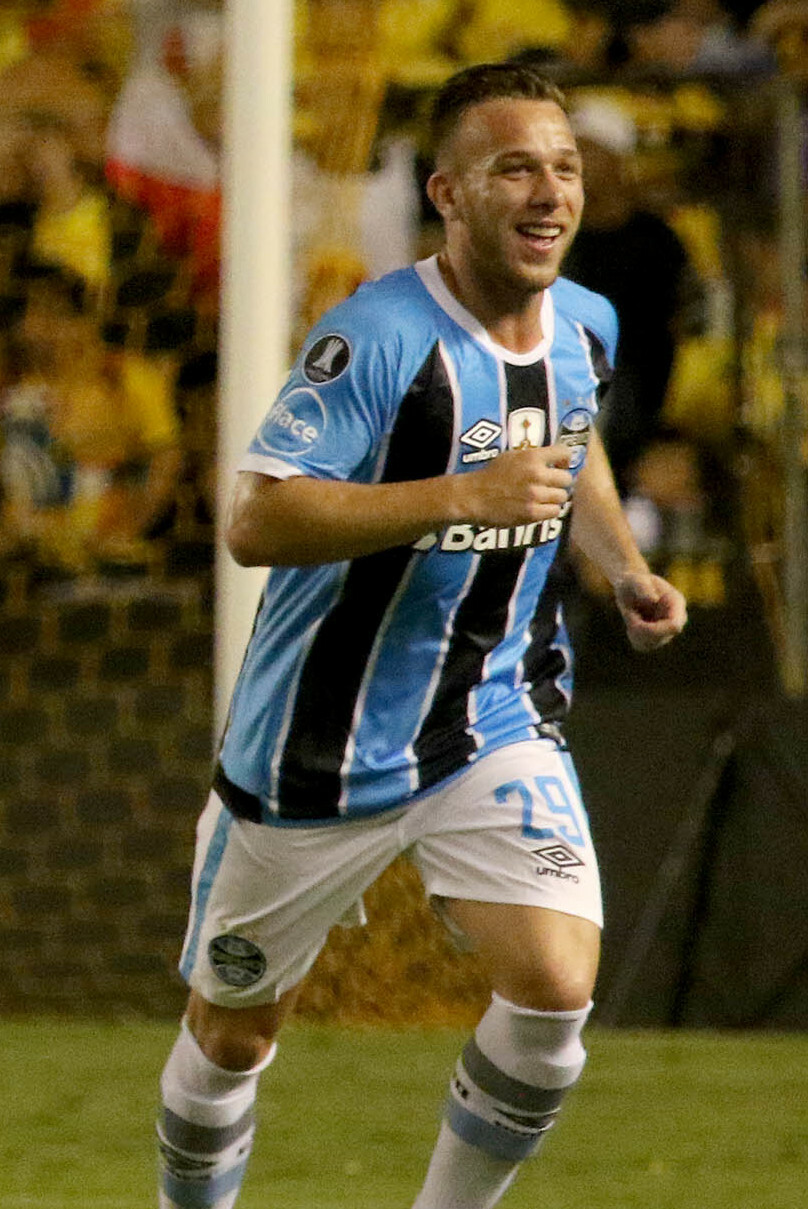
Arthur al Grêmio nel 2017

Cresciuto nei settori giovanili di Goiás e Grêmio, esordisce con la prima squadra del Tricolor l'11 dicembre 2016, in occasione dell'ultimo turno di campionato, nella partita persa per 0-1 contro il Botafogo.
In un giorno di maggio 2017, ha segnato il suo primo gol da professionista, nella vittoria per 3-1 contro il Fluminense. A luglio, ha segnato il suo primo gol in campionato, nella vittoria in trasferta per 3-1 contro il Vitória.

#### Barcellona
L'11 marzo 2018 il Barcellona comunica di aver raggiunto un accordo con il Grêmio per l'opzione di acquisto a titolo definitivo di Arthur sulla base di 30 milioni di euro più 9 di bonus, da esercitarsi entro il luglio successivo. Il 9 luglio il club spagnolo finalizza l'acquisizione del giocatore, versando al club brasiliano 31 milioni di euro più 9 di bonus.
Arthur esordisce in blaugrana il 12 agosto 2018, disputando da titolare la partita di supercoppa spagnola contro il Siviglia e vincendo così il suo primo trofeo con i catalani. Esordisce nella Liga il 18 agosto seguente, nell'incontro contro l'Alavés. Alla terza giornata del campionato 2019-2020, realizza il suo primo gol con i catalani, ai danni dell'Osasuna, nella partita terminata 2-2.

#### Juventus
Il 29 giugno 2020 viene annunciato il suo passaggio alla Juventus, a decorrere dalla stagione 2020-2021, per la cifra di 72 milioni di euro (più 10 di bonus), nell'ambito di uno scambio con Miralem Pjanić. Arthur fa il suo esordio nel campionato italiano il successivo 27 settembre, nel match pareggiato 2-2 contro la Roma, subentrando a Weston McKennie al 58'. Il 20 gennaio 2021 vince il suo primo trofeo in maglia bianconera, giocando da titolare la finale di supercoppa italiana che vede i bianconeri prevalere 2-0 sul Napoli; mentre quattro giorni dopo realizza la prima rete con il club, aprendo le marcature nella vittoria casalinga per 2-0 contro il Bologna.
In generale, i due anni a Torino si rivelano negativi e il giocatore scivola rapidamente fuori dalle gerarchie degli allenatori con cui lavora. Termina la sua esperienza in bianconero con 63 presenze e un gol in tutte le competizioni.

#### Prestiti a Liverpool e Fiorentina
Il 1º settembre 2022, nell'ultimo giorno della sessione estiva di calciomercato, viene acquistato in prestito con diritto di riscatto dal Liverpool. Ha esordito con il Liverpool il 7 settembre, nella sconfitta per 4-1 contro il Napoli in Champions League. Verso l'inizio di ottobre il brasiliano subirà un grave infortunio che lo terrà fuori dal campo per circa quattro mesi, venendo totalmente messo da parte dal tecnico Jürgen Klopp e convincendo sempre di più la società a non riscattarlo. Il brasiliano non riuscirà mai a scendere in campo in gare ufficiali di Premier League, annunciando il 31 maggio 2023 che sarebbe ritornato alla Juventus il 30 giugno seguente.
Ritornato a Torino, prolunga di un anno il suo contratto con la Juventus fino al 2026 accettando una riduzione di stipendio da 8 milioni a 5 milioni.
Il 22 luglio 2023 il brasiliano viene ceduto alla Fiorentina con la formula del prestito oneroso da 2 milioni di euro più altrettanti di bonus e un diritto di riscatto fissato a 20 milioni. Esordisce con i viola il 19 agosto, giocando da titolare la partita in casa del Genoa, vinta per 4-1. Cinque giorni dopo fa anche il suo esordio in UEFA Conference League, nell'andata del play-off in casa del Rapid Vienna, perso per 1-0. Segna il suo primo gol il 13 maggio 2024 nella partita interna contro il Monza, in cui firma il punto del definitivo 2-1. Lascia ufficialmente la Fiorentina al termine della stagione 2023-2024, in seguito al mancato esercizio dell'opzione di riscatto del suo cartellino.

#### Juventus e prestito a Girona
Durante l'estate del 2024 ritorna alla Juventus che non riesce a trovare nessun'altra opzione per la cessione. Rimane quindi in bianconero nonostante sia ai margini della rosa.
Il 1º febbraio 2025 viene ceduto in prestito secco fino al termine della stagione al Girona. Debutta con gli spagnoli il 14 dello stesso mese, nella gara casalinga persa per 1-2 contro il Getafe. Durante la propria esperienza iberica, il giocatore ha modo di scendere in campo come titolare con più frequenza. Termina la propria esperienza in Liga collezionando 15 presenze. 

### Nazionale

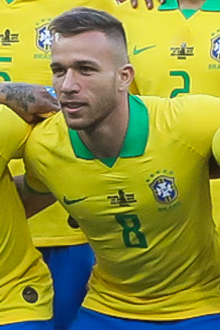
Arthur con la nazionale brasiliana nel 2019

Dopo aver partecipato con la nazionale under-17 al campionato sudamericano del 2013, nel 2017 viene convocato per la prima volta in nazionale maggiore. Il debutto con questa arriva un anno più tardi, il 7 settembre 2018, nell'amichevole vinta per 2-0 contro gli Stati Uniti.
L'ottimo rendimento al Barcellona gli consente di diventare titolare della selezione brasiliana, con cui viene convocato per la Copa América 2019; ha rischiato comunque di saltare la competizione per via di un brutto fallo da lui subito in amichevole contro l'Honduras da parte di Romell Quioto al 30', che è stato espulso per questo. Nella competizione dà il suo contributo alla squadra per arrivare alla vittoria finale, culminata con il 3-1 al Perù in cui lui ha fornito l'assist per il 2-0 di Gabriel Jesus. Viste le buone prestazioni fornite, viene inserito nell'undici migliore della competizione.
Il 17 novembre 2020 realizza la sua prima rete per la massima selezione verdeoro nel successo per 0-2 in casa dell'Uruguay.

## Statistiche

### Presenze e reti nei club
Statistiche aggiornate al 25 maggio 2025.
| Stagione          | Squadra           | Campionato        | Campionato | Campionato | Coppe nazionali | Coppe nazionali | Coppe nazionali | Coppe continentali | Coppe continentali | Coppe continentali | Altre coppe | Altre coppe | Altre coppe | Totale | Totale |
| Stagione          | Squadra           | Comp              | Pres       | Reti       | Comp            | Pres            | Reti            | Comp               | Pres               | Reti               | Comp        | Pres        | Reti        | Pres   | Reti   |
| ----------------- | ----------------- | ----------------- | ---------- | ---------- | --------------- | --------------- | --------------- | ------------------ | ------------------ | ------------------ | ----------- | ----------- | ----------- | ------ | ------ |
| 2015              | Grêmio            | A+A1/G            | 0+1        | 0          | CB              | 0               | 0               | -                  | -                  | -                  | -           | -           | -           | 1      | 0      |
| 2016              | Grêmio            | A+A1/G            | 1+0        | 0          | CB              | 0               | 0               | CL                 | -                  | -                  | PL          | 0           | 0           | 1      | 0      |
| 2017              | Grêmio            | A+A1/G            | 27+4       | 1+0        | CB              | 5               | 1               | CL                 | 12                 | 0                  | PL+Cmc      | 2+0         | 0           | 50     | 2      |
| 2018              | Grêmio            | A+A1/G            | 7+7        | 1+3        | CB              | 0               | 0               | CL                 | 3                  | 0                  | -           | -           | -           | 17     | 4      |
| Totale Grêmio     | Totale Grêmio     | Totale Grêmio     | 35+12      | 2+3        |                 | 5               | 1               |                    | 15                 | 0                  |             | 2           | 0           | 69     | 6      |
| 2018-2019         | Barcellona        | PD                | 27         | 0          | CR              | 7               | 0               | UCL                | 9                  | 0                  | SS          | 1           | 0           | 44     | 0      |
| 2019-2020         | Barcellona        | PD                | 21         | 3          | CR              | 3               | 1               | UCL                | 4                  | 0                  | SS          | -           | -           | 28     | 4      |
| Totale Barcellona | Totale Barcellona | Totale Barcellona | 48         | 3          |                 | 10              | 1               |                    | 13                 | 0                  |             | 1           | 0           | 72     | 4      |
| 2020-2021         | Juventus          | A                 | 22         | 1          | CI              | 2               | 0               | UCL                | 7                  | 0                  | SI          | 1           | 0           | 32     | 1      |
| 2021-2022         | Juventus          | A                 | 20         | 0          | CI              | 4               | 0               | UCL                | 6                  | 0                  | SI          | 1           | 0           | 31     | 0      |
| 2022-2023         | Liverpool         | PL                | 0          | 0          | FACup+CdL       | 0               | 0               | UCL                | 1                  | 0                  | CS          | -           | -           | 1      | 0      |
| 2023-2024         | Fiorentina        | A                 | 33         | 2          | CI              | 3               | 0               | UECL               | 11                 | 0                  | SI          | 1           | 0           | 48     | 2      |
| 2024-feb. 2025    | Juventus          | A                 | 0          | 0          | CI              | 0               | 0               | UCL                | 0                  | 0                  | SI+Cmc      | 0           | 0           | 0      | 0      |
| Totale Juventus   | Totale Juventus   | Totale Juventus   | 42         | 1          |                 | 6               | 0               |                    | 13                 | 0                  |             | 2           | 0           | 63     | 1      |
| feb.-giu. 2025    | Girona            | PD                | 15         | 0          | CR              | 0               | 0               | UCL                | 0                  | 0                  |             |             |             | 15     | 0      |
| Totale carriera   | Totale carriera   | Totale carriera   | 185        | 10         |                 | 24              | 2               |                    | 53                 | 0                  |             | 6           | 0           | 268    | 12     |

### Cronologia presenze e reti in nazionale
| Cronologia completa delle presenze e delle reti in nazionale ― Brasile | Cronologia completa delle presenze e delle reti in nazionale ― Brasile | Cronologia completa delle presenze e delle reti in nazionale ― Brasile | Cronologia completa delle presenze e delle reti in nazionale ― Brasile | Cronologia completa delle presenze e delle reti in nazionale ― Brasile | Cronologia completa delle presenze e delle reti in nazionale ― Brasile | Cronologia completa delle presenze e delle reti in nazionale ― Brasile | Cronologia completa delle presenze e delle reti in nazionale ― Brasile |
| Data                                                                   | Città                                                                  | In casa                                                                | Risultato                                                              | Ospiti                                                                 | Competizione                                                           | Reti                                                                   | Note                                                                   |
| ---------------------------------------------------------------------- | ---------------------------------------------------------------------- | ---------------------------------------------------------------------- | ---------------------------------------------------------------------- | ---------------------------------------------------------------------- | ---------------------------------------------------------------------- | ---------------------------------------------------------------------- | ---------------------------------------------------------------------- |
| 7-9-2018                                                               | East Rutherford                                                        | Stati Uniti                                                            | 0 – 2                                                                  | Brasile                                                                | Amichevole                                                             | -                                                                      | 60’                                                                    |
| 12-9-2018                                                              | Landover                                                               | Brasile                                                                | 5 – 0                                                                  | El Salvador                                                            | Amichevole                                                             | -                                                                      | 70’                                                                    |
| 12-10-2018                                                             | Riad                                                                   | Arabia Saudita                                                         | 0 – 2                                                                  | Brasile                                                                | Amichevole                                                             | -                                                                      | 72’                                                                    |
| 16-10-2018                                                             | Gedda                                                                  | Brasile                                                                | 1 – 0                                                                  | Argentina                                                              | Amichevole                                                             | -                                                                      |                                                                        |
| 16-11-2018                                                             | Londra                                                                 | Brasile                                                                | 1 – 0                                                                  | Uruguay                                                                | Amichevole                                                             | -                                                                      |                                                                        |
| 20-11-2018                                                             | Milton Keynes                                                          | Brasile                                                                | 1 – 0                                                                  | Camerun                                                                | Amichevole                                                             | -                                                                      |                                                                        |
| 23-3-2019                                                              | Porto                                                                  | Brasile                                                                | 1 – 1                                                                  | Panama                                                                 | Amichevole                                                             | -                                                                      | 72’                                                                    |
| 26-3-2019                                                              | Praga                                                                  | Rep. Ceca                                                              | 1 – 3                                                                  | Brasile                                                                | Amichevole                                                             | -                                                                      | 71’                                                                    |
| 6-6-2019                                                               | Brasilia                                                               | Brasile                                                                | 2 – 0                                                                  | Qatar                                                                  | Amichevole                                                             | -                                                                      | 66’                                                                    |
| 9-6-2019                                                               | Porto Alegre                                                           | Brasile                                                                | 7 – 0                                                                  | Honduras                                                               | Amichevole                                                             | -                                                                      | 32’                                                                    |
| 18-6-2019                                                              | Salvador                                                               | Brasile                                                                | 0 – 0                                                                  | Venezuela                                                              | Coppa America 2019 - 1º turno                                          | -                                                                      |                                                                        |
| 22-6-2019                                                              | San Paolo                                                              | Perù                                                                   | 0 – 5                                                                  | Brasile                                                                | Coppa America 2019 - 1º turno                                          | -                                                                      |                                                                        |
| 27-6-2019                                                              | Porto Alegre                                                           | Brasile                                                                | 0 – 0 (4 – 3 dtr)                                                      | Paraguay                                                               | Coppa America 2019 - Quarti di finale                                  | -                                                                      | 84’                                                                    |
| 2-7-2019                                                               | Belo Horizonte                                                         | Brasile                                                                | 2 – 0                                                                  | Argentina                                                              | Coppa America 2019 - Semifinale                                        | -                                                                      |                                                                        |
| 7-7-2019                                                               | Rio de Janeiro                                                         | Brasile                                                                | 3 – 1                                                                  | Perù                                                                   | Coppa America 2019 - Finale                                            | -                                                                      |                                                                        |
| 7-9-2019                                                               | Miami Gardens                                                          | Brasile                                                                | 2 – 2                                                                  | Colombia                                                               | Amichevole                                                             | -                                                                      |                                                                        |
| 10-10-2019                                                             | Singapore                                                              | Brasile                                                                | 1 – 1                                                                  | Senegal                                                                | Amichevole                                                             | -                                                                      | 68’                                                                    |
| 13-10-2019                                                             | Singapore                                                              | Brasile                                                                | 1 – 1                                                                  | Nigeria                                                                | Amichevole                                                             | -                                                                      | 80’                                                                    |
| 15-11-2019                                                             | Riyad                                                                  | Brasile                                                                | 0 – 1                                                                  | Argentina                                                              | Amichevole                                                             | -                                                                      | 55’                                                                    |
| 19-11-2019                                                             | Abu Dhabi                                                              | Brasile                                                                | 3 – 0                                                                  | Corea del Sud                                                          | Amichevole                                                             | -                                                                      | 80’                                                                    |
| 17-11-2020                                                             | Montevideo                                                             | Uruguay                                                                | 0 – 2                                                                  | Brasile                                                                | Qual. Mondiali 2022                                                    | 1                                                                      |                                                                        |
| 29-3-2022                                                              | La Paz                                                                 | Bolivia                                                                | 0 – 4                                                                  | Brasile                                                                | Qual. Mondiali 2022                                                    | -                                                                      | 77’                                                                    |
| Totale                                                                 |                                                                        | Presenze                                                               | 22                                                                     |                                                                        | Reti                                                                   | 1                                                                      |                                                                        |

## Palmarès

### Club

#### Competizioni statali
- Campionato Gaúcho: 1

Grêmio: 2018

#### Competizioni nazionali
- Supercoppa di Spagna: 1

Barcellona: 2018
- Campionato spagnolo: 1

Barcellona: 2018-2019
- Supercoppa italiana: 1

Juventus: 2020
- Coppa Italia: 1

Juventus: 2020-2021

#### Competizioni internazionali
- Coppa Libertadores: 1

Gremio: 2017

### Nazionale
- Coppa America: 1

Brasile 2019